# Balfourodendron riedelianum
El guatambú (Balfourodendron riedelianum) es un árbol de follaje semi perenne de la familia de las Rutaceae, se encuentra en Argentina, Brasil, y Paraguay. Crece hasta 25 m de altura, a un ritmo de 1,6 m/año.

## Distribución y hábitat
Es nativo de los bosques de la región Oriental de Paraguay, especialmente en los Departamentos de Itapuá, Alto Paraná y Canindeyú, y de la selva misionera en el noreste Argentino, encontrándose con mayor abundancia en la Cuenca del Paraná. También se encuentra en los límites orientales de la Cuenca del Paraguay. 
El guatambú es una especie importante del estrato superior del bosque alto, con una alta frecuencia por ha. Es intermedia entre heliófita y esciófita. Su regeneración natural en el bosque es abundante. Aprovecha aperturas del dosel para alcanzar la luz. No tolera sequía. Tiene buena tolerancia a competencia de malezas, no le afecta mucho en el crecimiento. 
En Brasil se lo denomina "palo marfim" o simplemente "marfim" (marfil) en alusión a su color.

## Usos
Es una de las especies comerciales más importantes del Paraguay. Tiene características excelentes para mueblería, carpintería interior, terciados y láminas. También se usa para tablas de skate y de longboard.
La madera es de color blanco-amarillento. Tiene un peso específico de 0,8 g/cm³. Es de muy buena trabajabilidad. Comúnmente se utiliza para la fabricación del piso parqué.[cita requerida]

## Taxonomía
Balfourodendron riedelianum fue descrita por Adolf Engler y publicado en Die Natürlichen Pflanzenfamilien III. 4: 174, en el año 1896.
Sinonimia
- Balfourodendron eburneum Mello ex Oliv.
- Esenbeckia riedeliana Engl. basónimo
- Helietta multiflora Engl.[3]